# Srpske Pošte Banja Luka
Srpske Pošte Banja Luka (code BLSE : POST-R-A) est une entreprise bosnienne du secteur postal qui a son siège social à Banja Luka, la capitale de la république serbe de Bosnie.

## Histoire
La société de services postaux Republike Srpske a été créée le 10 décembre 1996 à la suite de la division des Postes et télécommunicaations (PTT) en deux entités, JODP Srpske pošte et JODP Telekom Srpske. Depuis 2002, la société propose également des services internet sous le nom de Spinter.net,.

## Activités
Srpske Pošte Banja Luka est spécialisée dans les services de télécommunication intégrés ; elle propose notamment des services Internet mais aussi des services postaux traditionnels comme le traitement du courrier et des colis ; la société opère à travers un réseau de 262 succursales présentes dans tout le pays.

## Données boursières
Le 12 mars 2010, l'action de Elektrokrajina Banja Luka valait 0,37 BAM (marks convertibles), soit 0,19 EUR.